# 菲鲁兹阿迦清真寺
菲鲁兹阿迦清真寺（土耳其語：Firuz Ağa Camii）是一座古老的奥斯曼帝国清真寺，位于土耳其伊斯坦布尔古城区法提赫区Divanyolu街，由巴耶济德二世的财务官菲鲁兹阿迦兴建。菲鲁兹阿迦的大理石石棺位于寺内。该寺邻近其他著名历史地标，如蘇丹艾哈邁德清真寺、圣索菲亚大教堂和地下水宮殿。